# Cumberland Valley Railroad Bridge
Die Cumberland Valley Railroad Bridge ist eine ehemalige Eisenbahnbrücke über den Susquehanna River zwischen Harrisburg und Lemoyne im Bundesstaat Pennsylvania der USA. An der Stelle der heutigen Stahlbeton-Bogenbrücke gab es seit 1839 mehrere Vorgängerbrücken der Cumberland Valley Railroad, die seit 1859 unter der Kontrolle der Pennsylvania Railroad stand und 1919 in diesem Eisenbahnunternehmen aufging. Die Bogenbrücke ersetzte 1916 eine eingleisige Fachwerkbrücke aus Schmiedeeisen, wobei die vorhandene Brücke bei laufendem Betrieb ab 1914 schrittweise in die Stahlbetonkonstruktion umgebaut wurde. Die Eisenbahnbrücken über den Susquehanna in der Umgebung von Harrisburg gingen 1976 an Conrail, die die Cumberland Valley Railroad Bridge zugunsten der benachbarten Philadelphia and Reading Railroad Bridge aufgab. In den 1990er-Jahren erhielt der Capital Area Transit der Stadt Harrisburg die Brücke, eine geplante Nutzung für den öffentlichen Personennahverkehr wurde aber bisher nicht realisiert.

## Geschichte

### Erste Eisenbahnbrücke über den Susquehanna 1839

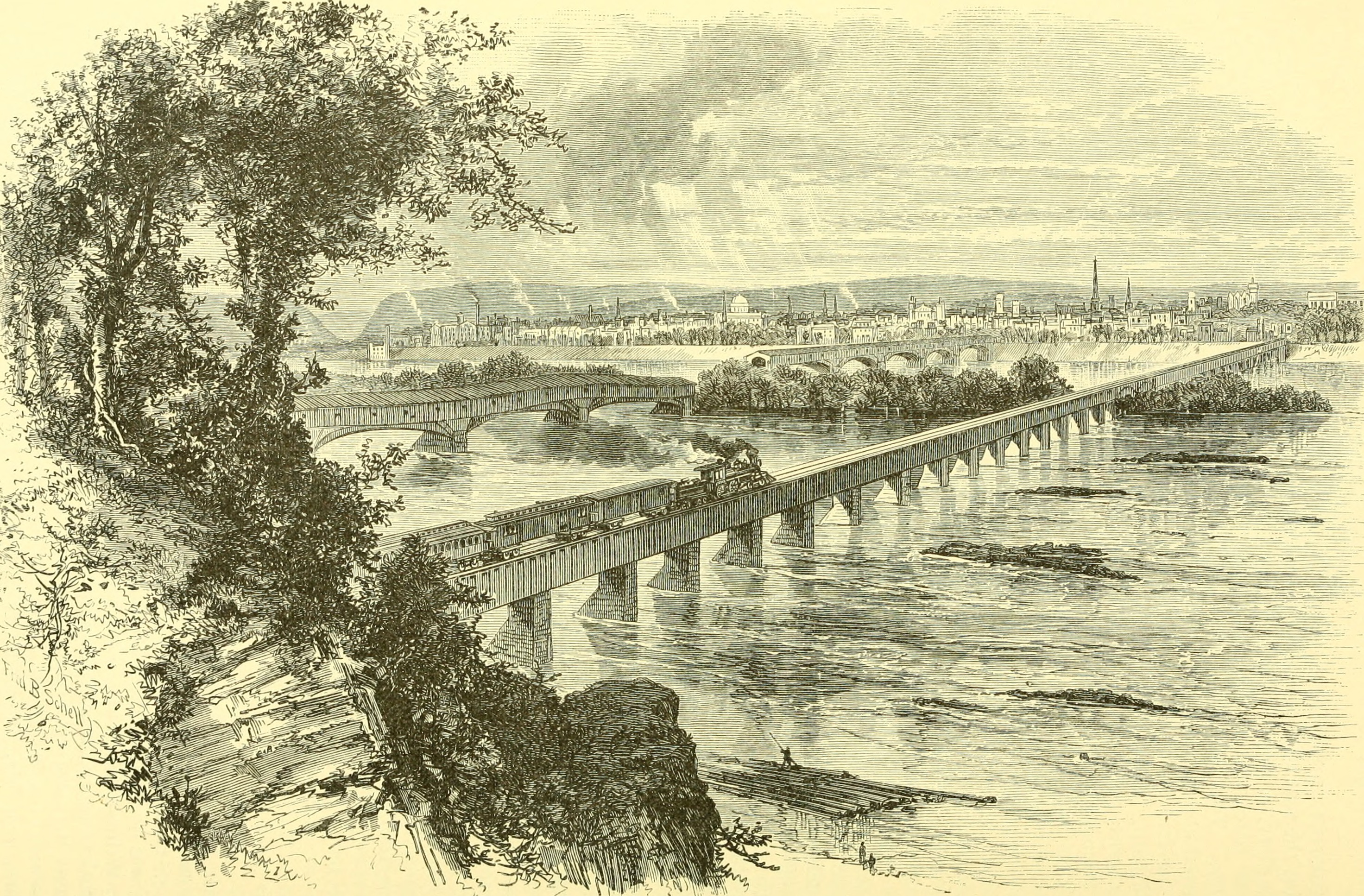
Eine der ersten Holzbrücken der CVRR über die Flussinsel City Island im Susquehanna, im Hintergrund die Stadt Harrisburg (Zeichnung um 1875)

Die 1835 gegründete Cumberland Valley Railroad (CVRR) war eine der ersten Eisenbahngesellschaften in Pennsylvania und sollte Carlisle mit Harrisburg verbinden, wo sie Anschluss an die Main Line of Public Works bot, das damalige Kanalsystem von Pennsylvania. Die Bauarbeiten begannen im Frühjahr 1836, die Verbindung zwischen Carlisle und dem heutigen Lemoyne – am gegenüberliegenden Flussufer von Harrisburg – wurde im August 1837 in Betrieb genommen. In den Folgejahren wurde die Strecke bis Chambersburg im Südwesten verlängert und im Norden mit dem Bau einer Brücke über den Susquehanna begonnen, die im Januar 1839 eingeweiht werden konnte.
Es handelte sich gleich der benachbarten Camel Back Bridge von 1817 (eine der Vorgängerbrücken der heutigen Market Street Bridge) um eine überdachte Holzbrücke, die ebenfalls über die Flussinsel City Island verlief. Die Cumberland Valley Railroad Bridge war nach der von Theodore Burr entworfenen Straßenbrücke die zweite Brücke über den Susquehanna sowie die erste Eisenbahnbrücke. Die etwa 1,3 Kilometer lange Brücke bestand aus 22 Brückenfeldern von etwa 59 Meter länge und konnte zwischen den hölzernen Gitterträgern auch von Fußgängern und Pferdewagen benutzt werden, da das Gleis auf dem Dach der Brücke verlief. Im Dezember 1844 fiel die Brücke einem Feuer zu Opfer und wurde bis Ende der 1850er-Jahre in ähnlicher Bauweise neu errichtet und in den Folgejahren mehrfach ausgebessert und verstärkt, wofür schließlich auf die Benutzung als Straßenbrücke verzichtet werden musste.

### Vom Eisenfachwerk zum Stahlbetonbogen 1886–1916

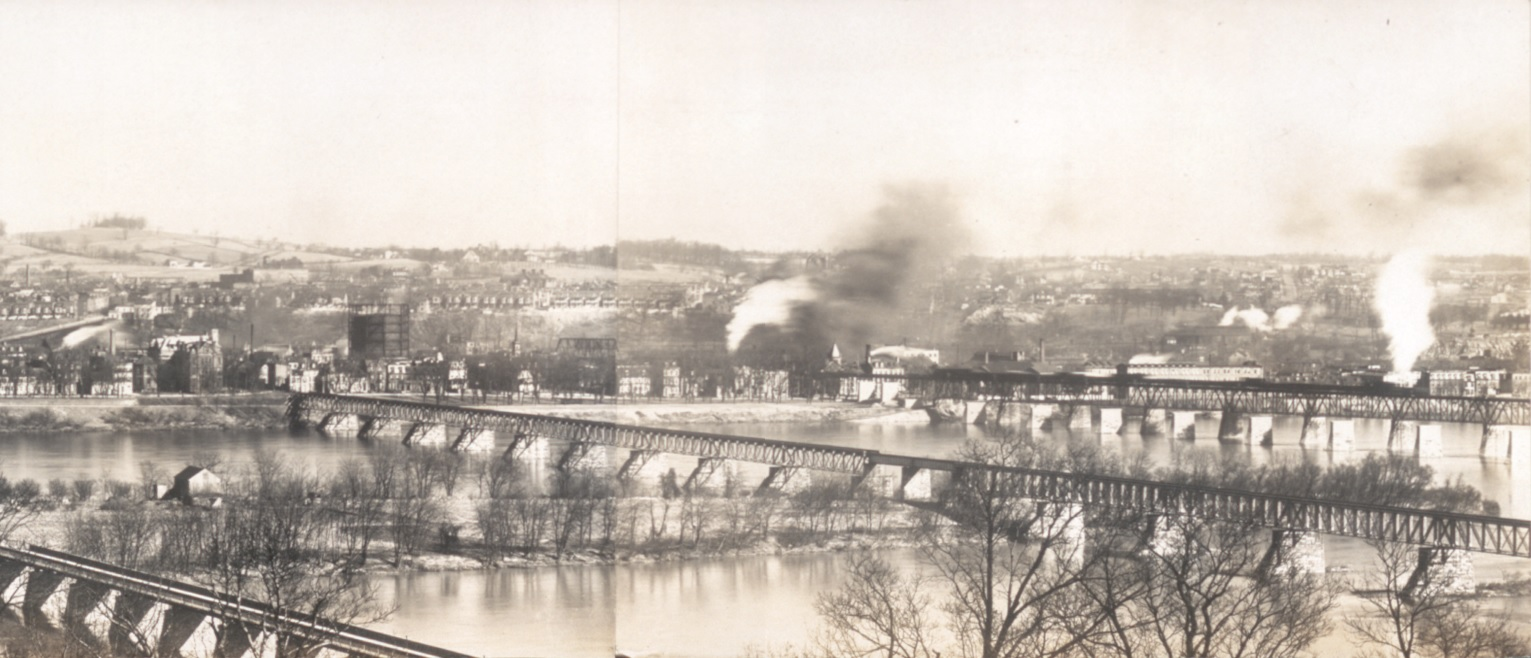
Die Eisenbrücke der CVRR 1906, dahinter die Philadelphia and Reading Railroad Bridge und unten links die Market Street Bridge

Ab 1886 ersetzte eine Fachwerkbrücke aus Schmiedeeisen die alte Holzbrücke, die dann dreißig Jahre später in die heutige Stahlbeton-Bogenbrücke umgebaut wurde. In den 1910er-Jahren nutzten täglich durchschnittlich 84 Züge die eingleisige Eisenbrücke. Zudem war die Traglast mit dem Aufkommen leistungsstärkerer und damit schwererer Dampflokomotiven nicht mehr ausreichend. Die Brückenpfeiler waren für eine spätere Erweiterung der Fachwerkträger zwar für ein zweites Gleis ausreichend dimensioniert, der Ausbau wurde aber zugunsten des Umbaus in eine zweigleisige massive Bogenbrücke verworfen. 45 Bögen aus Stahlbeton ersetzten 21 Fachwerk- und drei kürzere Balkenträger, wofür zwischen den Fachwerkträgern einerseits neue Betonpfeiler errichtet und andererseits die alten Steinpfeiler mit Beton ummantelt und in die neue Bogenbrücke integriert wurden. Um die Brücke während des Umbaus weiterbetreiben zu können, nutzte man die vorhandenen großen Steinpfeiler zur Verschiebung der schmaleren Fachwerkträger um fast drei Meter aus dem Zentrum in Richtung flussaufwärts, wodurch genügend Platz für die Errichtung der ersten Hälfte der Bogenbrücke entstand und die Eisenbrücke vorerst weitergenutzt werden konnte. Danach verlagerte man das Gleis auf diese neugebaute erste Hälfte und vervollständigte die Bogenbrücke auf der gegenüberliegenden Seite für das zweite Gleis.

### Übernahme durch Conrail 1976 und Stilllegung

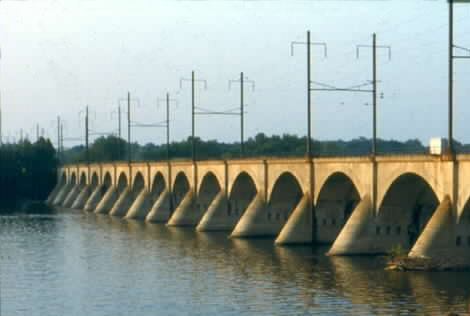
Die stillgelegte CVRR Bridge 2004, Oberleitungsmasten auf einigen Brückenpfeilern zeugen von einer ehemaligen Elektrifizierung

Zum Zeitpunkt des Umbaus der Brücke war die CVRR schon unter der Kontrolle der Pennsylvania Railroad (PRR), die 1859 größter Anteilseigner wurde und vom zweigleisigen Ausbau der Flussquerung profitierte. 1919 ging die CVRR schließlich endgültig in der bedeutend größeren Eisenbahngesellschaft auf. Infolge des später einsetzenden Ausbaus des Straßennetzes und des Entstehens des motorisierten Individualverkehrs transportierte die Eisenbahn immer weniger Güter und Personen, was in den 1970er-Jahren zur Insolvenz gleich mehrerer Eisenbahngesellschaften im Osten der USA führte. Darunter befanden sich mit der Penn Central (Nachfolger der PRR) und der Reading Company auch die größten Unternehmen der Branche. Als Folge wurde die staatliche Auffanggesellschaft Conrail geschaffen, in deren Besitz auch alle Eisenbahnbrücken über den Susquehanna übergingen. Nötige Einsparungen durch Netzoptimierungen zwangen Conrail später zur Aufgabe der Verbindung über die Cumberland Valley Railroad Bridge, zugunsten der Strecke über die benachbarte Philadelphia and Reading Railroad Bridge, eine ebenfalls zur Beton-Bogenbrücke umgebaute Fachwerkbrücke, die der Reading Company gehörte.
In der Folgezeit wurden die Gleise auf der Brücke entfernt, nur die Zufahrt am Ostufer wird zum Wenden von Zügen durch Amtrak noch genutzt. In den 1990er-Jahren übergab Conrail die Brücke an den Capital Area Transit der Stadt Harrisburg, der eine Nutzung für den öffentlichen Personennahverkehr plante, was aber bisher nicht umgesetzt wurde (Stand: 2017). Seit Anfang der 2010er-Jahre ist die mögliche Nutzung der Brücke wieder in den Fokus zurückgekehrt, auch ein Ausbau als Fuß- und Radweg ist angedacht.

## Bauausführung

### Vorbereitungen

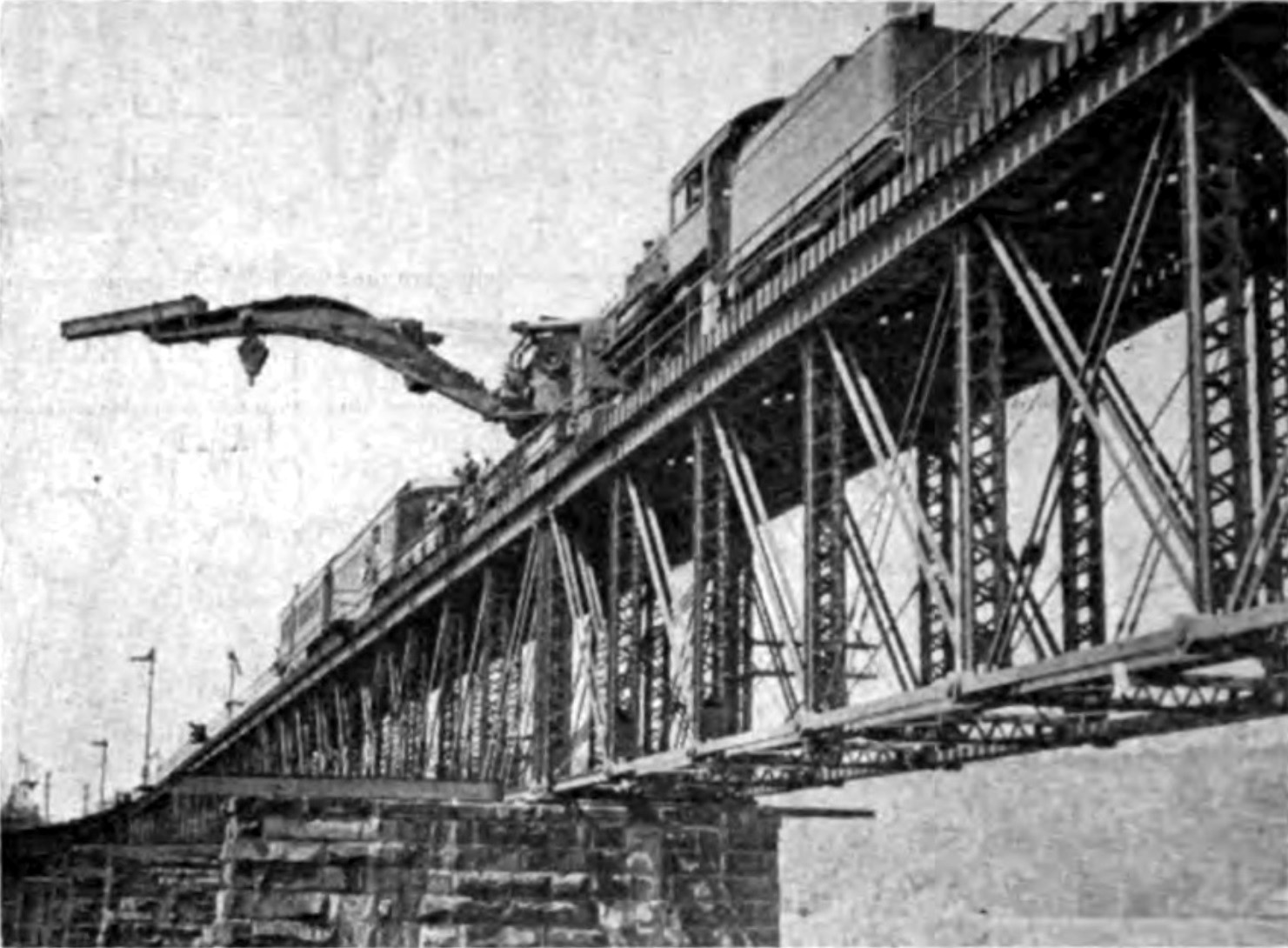
Ein Bauzug mit Schienendrehkran auf den verschobenen Eisen-Fachwerkträgern 1915

Im Herbst 1914 begann die CVRR mit dem Bau der Fundamente für die neuen und mit der Verstärkung der alten Brückenpfeiler. Die Arbeiten waren in dieser frühen Bauphase nötig, da die Stadt Harrisburg flussabwärts den Dock Street Dam errichtete, der den Flusspegel bei Niedrigwasser ab 1915 um 1,2 m erhöhte. Im Winter 1914 wurden die alten 5,7 m breiten Eisen-Fachwerkträger aus dem Zentrum der Steinpfeiler um 2,6 m auf die flussaufwärts gelegene Seite verschoben. So entstand genügend Baufreiheit für den Umbau der ersten Brückenhälfte und gleichzeitig konnte die Brücke weiterbetrieben werden. Die weiteren Arbeiten wurden nach einer Ausschreibung im März 1915 an die Rober Grace Contracting Company aus Pittsburgh vergeben, die im Folgemonat mit der Errichtung der flussabwärts gelegenen Südhälfte der Bogenbrücke begann.

### Infrastruktur für den Materialtransport

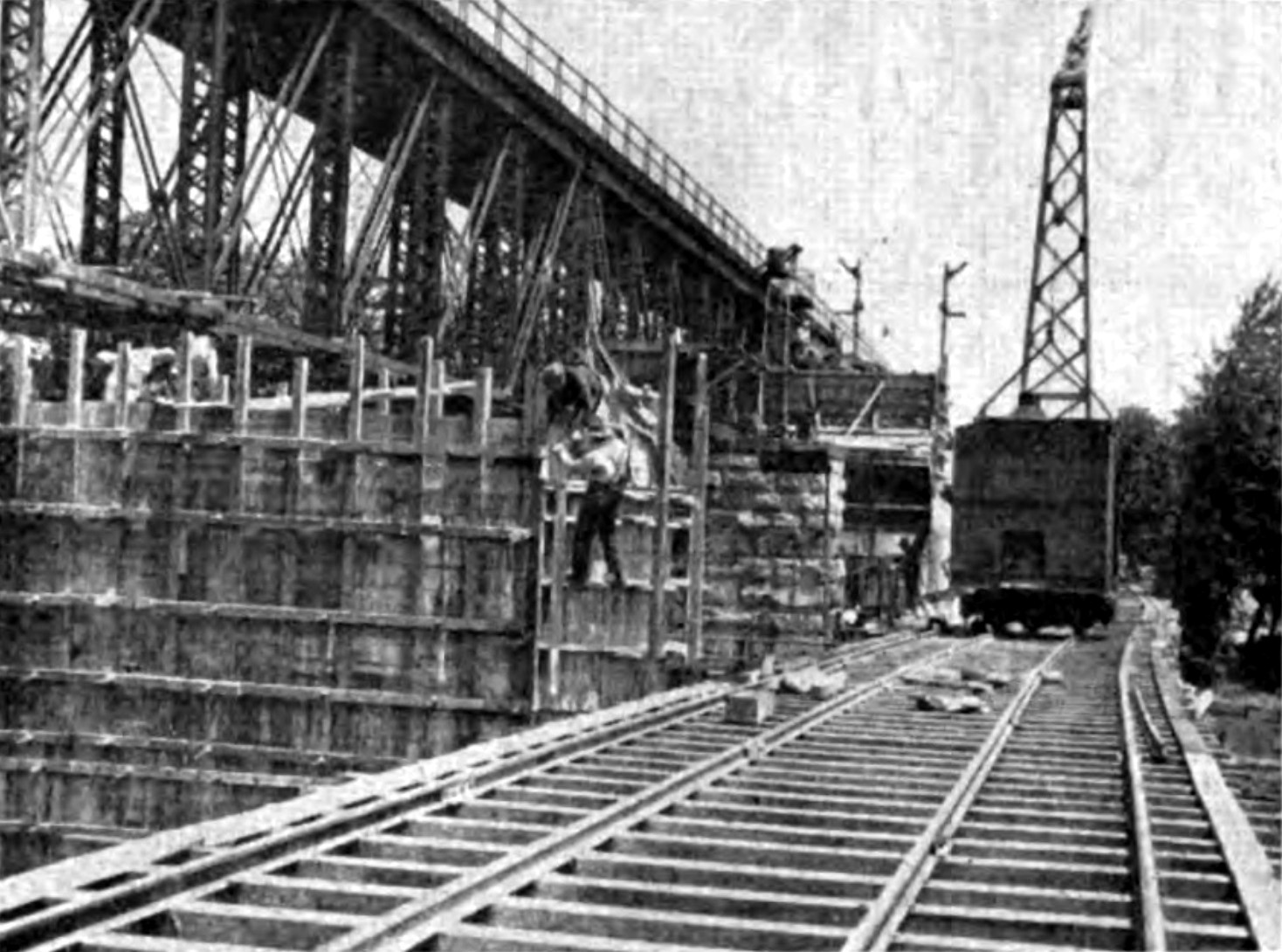
Trestle-Brücke für Materialtransport und Schienendrehkran 1915

Die Brücke verläuft über eine Flussinsel in der Mitte des Susquehanna, die an dieser Stelle circa 100 m breit ist und den Fluss in zwei circa 500 m breite Arme teilt. Dadurch war es möglich, den Umbau in vier Bauabschnitte zu unterteilen – jeweils West- und Ostseite pro Brückenhälfte – und durch Wiederverwendung der nötigen Schalungen und Gerüstkonstruktionen den Arbeitsaufwand und Materialeinsatz zu minimieren. Die Stadt Harrisburg als Eigner der Flussinsel erlaubte hier die Errichtung einer Betonmischanlage, von der mittels einer Materialbahn der Beton zu den Bauabschnitten transportiert wurde. Dazu diente eine niedrige Trestle-Brücke, die mit den Bauabschnitten mitwanderte und vier Schienen trug, wodurch außen zwei Gleise für die Materialbahn (Spurweite 914 mm) und innen ein Normalspur-Gleis für Schienendrehkräne realisiert werden konnten. Eine zusätzliche Trestle-Brücke auf Höhe der Gleisebene der Brücke, mit einer entsprechenden Abzweigung vom Hauptgleis, ermöglichte es durch Selbstentladegüterwagen die Betonmischanlage zu befüllen, die die Wagen der weiter unterhalb verkehrenden Materialbahn mit Beton versorgte. Die Menge an benötigtem Beton betrug etwa 42.000 m³, hinzu kamen circa 5.700 m³ für die Pfeilerfundamente.

### Errichtung der Bogenbrücke
Beginnend von der Flussinsel wurden die ersten Hälften der Brückenbögen in Richtung Lemoyne-Ufer auf der flussabwärts gelegene Seite errichtet, dann die Trestle-Brücke der Materialbahn auf die Ostseite der Brücke in Richtung Harrisburg verlegt und die komplette erste Hälfte der Bogenbrücke fertiggestellt. Das Gleis auf den alten Fachwerkträgern konnte dann auf diese Hälfte der Bogenbrücke verlegt werden, der Zugverkehr verlief hier ab Februar 1916. Trotz Verlustes der niedrigen Trestle-Brücke im dritten Bauabschnitt – flussauf zwischen Harrisburg und der Flussinsel – während eines Hochwassers im Juni 1916, konnte die Bogenbrücke bis Ende des Jahres fertiggestellt und das zweite Gleis in Betrieb genommen werden. Der schnelle Baufortschritt war insbesondere durch Schichtarbeit und wiederverwendbare Schalungen für die Bögen und oberen Pfeilerabschnitte möglich, deren Stahlgestell in eigens dafür vorgesehenen Aussparungen in den Pfeilern unterhalb der Bogenbasis (Kämpferlinie) befestigt werden konnte. Die Aussparungen sind heute noch zu erkennen, ebenso wie an der benachbarten Philadelphia and Reading Railroad Bridge, die nach dem gleichen Bauprinzip ab 1920 umgebaut wurde.

## Beschreibung

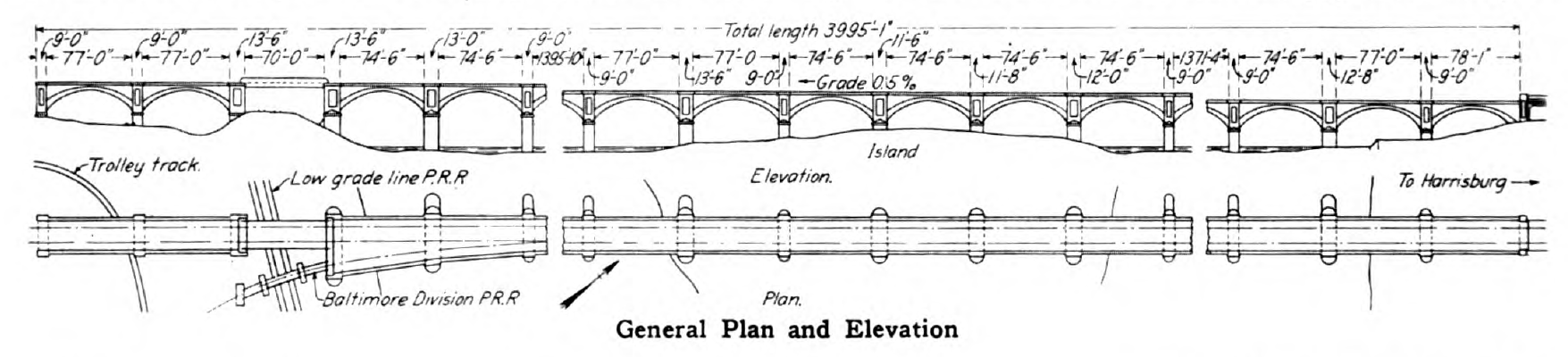
Plan der CVRR Bridge von 1916. Dargestellt sind die Brückenbögen an den Uferbereichen und über die Flussinsel City Island, am Westufer Balkenbrücken über die dort verlaufenden Gleise um eine ausreichende Durchfahrtshöhe zu gewährleisten, Angaben in Fuß (′) und Zoll (″).

Die Bogenbrücke mit einer Gesamtlänge von 1217,7 m hat ein Gefälle von 5 ‰ vom West- zum Ostufer in Richtung Harrisburg und besteht aus 45 Stahlbeton-Bögen und einer Stahl-Balkenbrücke auf der Lemoyne-Seite. Da die Spannweiten der ehemaligen Fachwerkträger zwischen 51,8 m und 56,4 m variierten, musste der Längenunterschied von bis zu 2,6 m durch unterschiedliche Pfeilerbreiten und Bogenweiten ausgeglichen werden. Um den Aufwand für die Schalungen zu minimieren, wurden nur zwei Bogenweiten verwendet, die sich mit einem einzigen einstellbaren Schalungstyp realisieren ließen. Die Brücke ist daher aus 22 Bögen mit einer lichten Weite von 22,7 m und 23 Bögen mit 23,5 m aufgebaut, wobei die neu errichteten Pfeiler eine Breite von 2,7 m haben, die Breite der mit Beton ummantelten alten Steinpfeiler aber zwischen 3,5 m und 4,6 m variiert.

### Bögen und Pfeiler

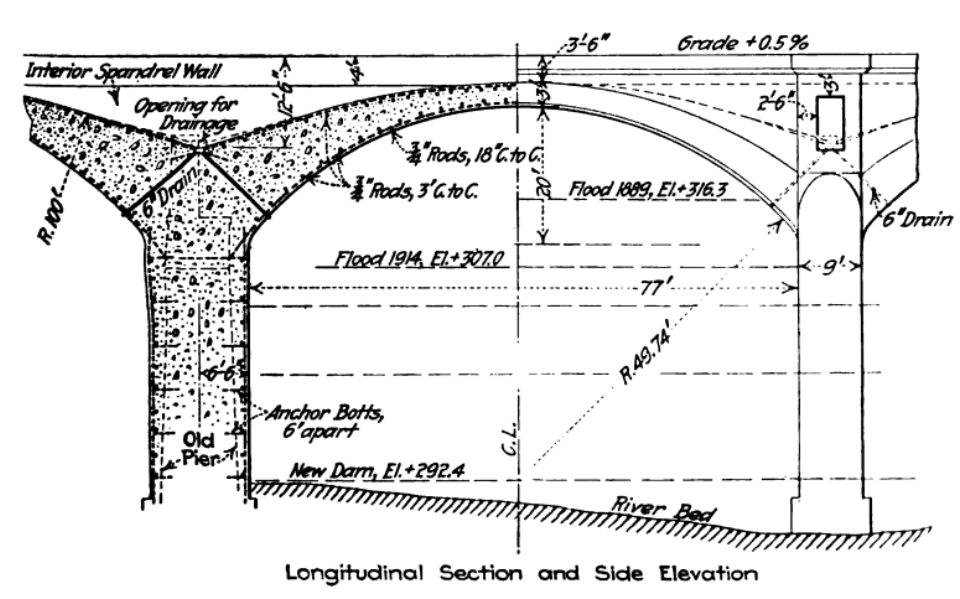
Konstruktionsdetails der Bögen, Angaben in Fuß (′) und Zoll (″)

Die Bögen sind eine Kombination von zwei Stichbögen unterschiedlicher Radien. Der untere mit 14,4 m bzw. 15,2 m (je nach Bogenweite) und der obere, der der Spandrille zugewandt ist, mit einem größeren Radius von 18,3 m. Dadurch verjüngt sich der Bogen an der Spitze auf 91 cm, die Höhe der darauf ruhenden Spandrillenwand beträgt hier etwas über einen Meter, in der Mitte der Pfeiler 3,8 m. An der Fassade ist der innere Stichbogen nicht zu erkennen, hier ist ein paralleler Verlauf mit nahezu gleichen Radien angedeutet. Der durchgängige Hohlraum der Spandrillen ist mit einer Steinschüttung versehen, auf der die Gleise liegen. Zur Entwässerung dienen 15-cm-Rohre von der Pfeilermitte zur jeweiligen äußeren Kämpferlinie. Den Abschluss des Überbaus bildet ein Geländer aus Stahlrohren. Die Pfeiler haben eine Länge von circa 11 m, was der Breite des Überbaus entspricht. Unterhalb der Kämpferlinie sind sie über ihre gesamte Breite mit einem halbkreisförmigen Kantenschutz verstärkt, der flussaufwärts mit einer Neigung versehen ist und hier als Eisbrecher fungiert.

### Zufahrten und Besonderheiten

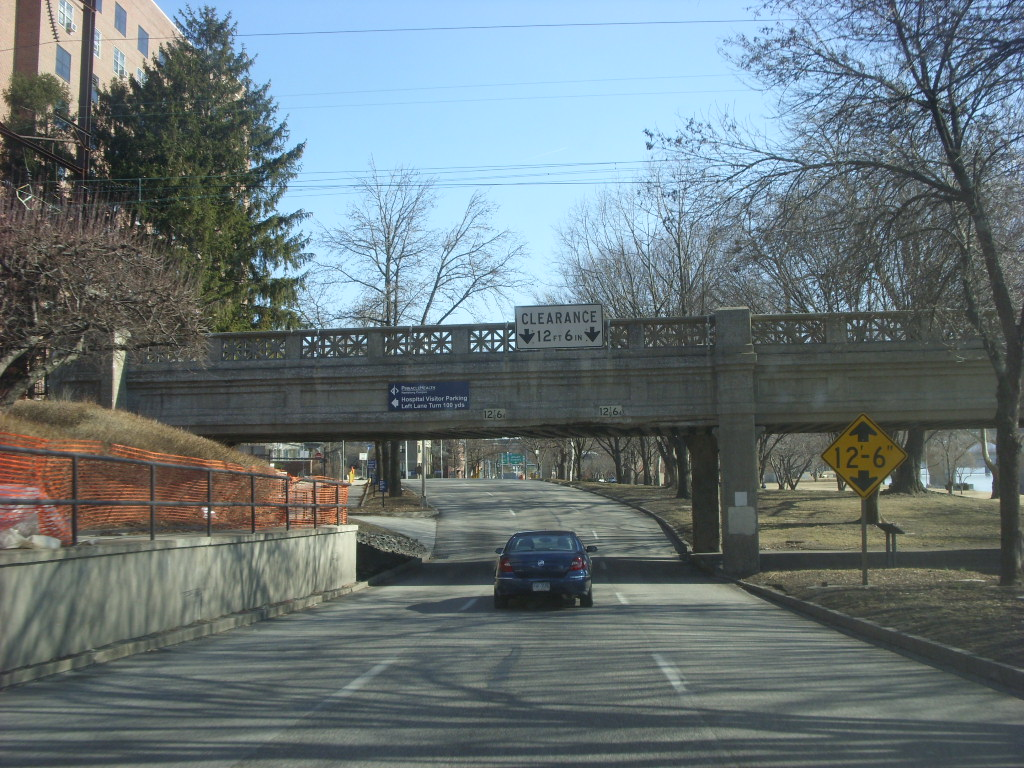
In Harrisburg folgende Balkenbrücke über die South Front Street

Am Westufer des Susquehanna verlaufen zwei Gleise einer ehemaligen Bahnlinie der Pennsylvania Railroad (heute betrieben durch Norfolk Southern Railway), die die Brücke zwischen dem zweiten und dritten Bogen unterqueren und von einer 21 m langen Balkenbrücke aus Vollwandträgern überspannt werden. Hier ersetzte die CVRR schon zu Zeiten der Eisenbrücke einen der Fachwerkträger mit oben liegendem Gleis, um eine ausreichende Durchfahrtshöhe für die Züge der PRR zu gewährleisten. Die drei in Richtung Flussmitte folgenden Brückenpfeiler sind länger ausgeführt, da hier früher ein Gleis von der Brücke abzweigte, das auf Balkenbrücken geführt ebenfalls die PRR-Linie überquerte. Auf dem Stadtgebiet von Harrisburg wird die Bogenbrücke durch eine Stahlbeton-Balkenbrücke ergänzt, die über die South Front Street führt. Die zweigleisige Verbindung über die Brücke war vor ihrer Stilllegung elektrifiziert, die Oberleitungsmasten wurden dafür in regelmäßigen Abständen oberhalb der Brückenpfeiler errichtet und sind heute noch vorhanden.